# José Ratés

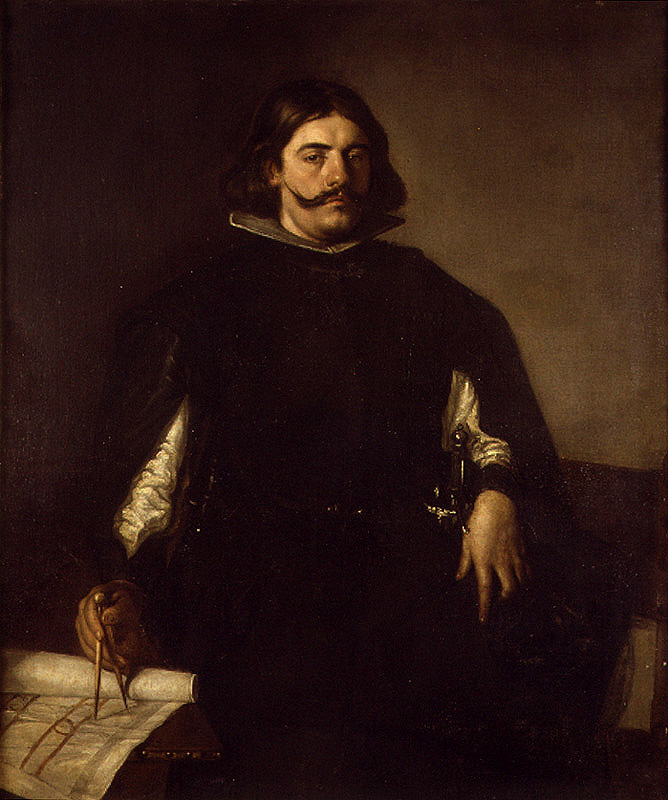
Retrato del arquitecto José Ratés Dalmau por Juan de Pareja, óleo sobre lienzo, 116,9 x 97,8 cm, Valencia, Museo de Bellas Artes de Valencia.

José Ratés Dalmau (¿Barcelona? c. 1624-Madrid, 15 de diciembre de 1684), natural de Cataluña, fue un arquitecto, tallista y ensamblador de retablos español, hijo de un escultor de su mismo nombre. 

## Biografía
Activo en Madrid, casó con Teresa Elías, hija de otro tallista también activo en Barcelona, que había estado casada en primeras nupcias con el barcelonés Joseph Xurriguera, patriarca de la saga de los Churriguera. Al casarse con Teresa Elías, Ratés adoptó al hijo de su primer matrimonio, José Simón de Churriguera, padre a su vez de José Benito, Alberto y Joaquín de Churriguera. Por la prematura muerte de su ahijado y socio, José Simón (1679), fue además José Ratés el verdadero maestro de sus nietos adoptivos, seguidores del oficio familiar.
Instalado en Madrid al menos desde 1651, entró en contacto con el hermano jesuita Francisco Bautista y con Pedro de la Torre y se implicó con ellos en la renovación del retablo madrileño iniciada por Alonso Cano. Se documentan a su nombre entre otras obras no conservadas o en paradero desconocido cinco esculturas para la iglesia de Nuestra Señora de la Asunción de Valdemorillo, contratadas en 1659, dos retablos para el Noviciado de los jesuitas en Madrid, dorados en 1660, leones y niños para el retablo de la Inmaculada del mismo colegio y el ensamblaje del retablo mayor y colaterales del Hospital de Montserrat de Madrid (1674), trazados por Francisco de Herrera el Mozo, incluyendo en su composición columnas salomónicas de carácter eucarístico. También trabajó para la Cartuja de Santa María de El Paular, con la que concertó en 1662 la hechura de dos retablos, que le exigieron avecindarse allí algún tiempo, y para el Santuario de Nuestra Señora de la Fuencisla en Segovia.
Falleció en Madrid el 15 de diciembre de 1684 a causa de una epidemia de tifus que ocasionó también la muerte de su nuera, María de Ocaña.